# Nemenčinė
Nemenčinė (ryska: Неменчине) är en ort i Litauen.   Den ligger i kommunen Vilniaus rajono savivaldybė och länet Vilnius län, i den sydöstra delen av landet, 22 km nordost om huvudstaden Vilnius. Nemenčinė ligger 133 meter över havet och antalet invånare är 6 062.
Terrängen runt Nemenčinė är platt. Runt Nemenčinė är det ganska glesbefolkat, med 43 invånare per kvadratkilometer. Nemenčinė är det största samhället i trakten. I omgivningarna runt Nemenčinė växer i huvudsak blandskog.